# Ніна Кацир
Ніна Кацир (івр. נינה קציר; 4 жовтня 1914—12 березня 1986) — дружина президента Ізраїлю Ефраїма Кацира і перша леді Держави Ізраїль (1973—1978).

## Біографія
Ніна Готтліб народилася в Польщі і була вчителькою англійської мови. Вона розробила унікальний метод навчання мовам. 14 лютого 1938 року в віці 22 років вийшла заміж за Ефраїма Кацира, з яким у неї було троє дітей; син Мейр і дочки Нуріт і Ірит. Обидві її доньки трагічно загинули. Нуріт (1943—1966), яка була успішною актрисою, померла у віці 23 років в результаті задухи, коли вона мимоволі заснула в своєму будинку з включеним газовим обігрівачем. Ірит (1953—1995) покінчила життя самогубством у віці 43 років в результаті депресії, з якою вона зіткнулася після смерті своєї сестри.
Як перша леді вона ввела звичай зустрічати дитячих письменників і їх юних читачів у президентській резиденції. У 1978 році з ініціативи президентської подружньої пари був заснований Єрусалимський театральний центр «Nurit Kacir» як пам'ять про загиблу дочку.
Ефраїм Кацир відмовився подати заявку на переобрання на президентських виборах 1978 року через хворобу дружини.
Померла від раку 12 березня 1986 року і похована на головному кладовищі в Реховоті.